# Igor Emiljewitsch Feld
Igor Emiljewitsch Feld (russisch Игорь Эмильевич Фельд; * 21. Februar 1941 in Leningrad; † 15. Februar 2007) war ein russisch-sowjetischer Stabhochspringer.
Bei den Olympischen Spielen 1964 in Tokio wurde er Neunter, und bei der Universiade 1965 gewann er Bronze.
1966 wurde er Vierter bei den Europäischen Hallenspielen in Dortmund und Zehnter bei den Leichtathletik-Europameisterschaften in Budapest. Im Jahr darauf siegte er bei den Europäischen Hallenspielen 1967 in Prag.
1967 wurde er mit seiner persönlichen Bestleistung von 5,15 m Sowjetischer Meister.